# Peter Englund (nationalekonom)
Karl Göran Peter Englund, född 4 februari 1950 i Stockholm, är en svensk nationalekonom.

## Utbildning
Englund disputerade 1979 vid Handelshögskolan i Stockholm.

## Karriär
Englund var professor vid Uppsala universitet 1988–1998 och är professor vid Handelshögskolan i Stockholm sedan 1998.
Han är ledamot av Kommittén för Sveriges Riksbanks pris i ekonomisk vetenskap till Alfred Nobels minne och dess sekreterare sedan 2002.

## Utmärkelser
- Ledamot av Ingenjörsvetenskapsakademien sedan 1997

## Familj
Englund är son till generaldirektör Åke Englund och Ebba, född Lundkvist. Han är idag gift med Viveka Ringgren och far till sönerna Arvid, Henrik och Jakob.